# Kurt Prober
Kurt Prober (Berlim, 12 de março de 1909 — Rio de Janeiro, 23 de março de 2008) foi um numismata alemão naturalizado brasileiro, com várias obras publicadas. Foi o numismata brasileiro mais prolífico, tendo escrito dezenas de livros, artigos e monografias sobre moedas e medalhas. Foi fundador da Associação Brasileira de Numismática em 1º de Janeiro de 1951, com sede no Rio de Janeiro, e seu presidente de 1951 a 1988, e sócio-fundador da Sociedade Ibero-Americana de Estudos Numismáticos.

## Obras numismáticas
- Manual de Numismática — 1944
- Moedas Falsas e Falsificadas do Brasil — 1946
- Carimbos do Mato Grosso e Cuyabá — 1949
- História Numismática da Guatemala — 1954
- Catálogo das Moedas Brasileiras de Cobre — 1957
- Catálogo das Moedas Brasileiras de Prata — 1958
- Catálogo dos Selos Maçons Brasileiros — 1984
- Obsidionais: as primeiras moedas do Brasil — 1987
- Medalhas Maçônicas Brasileiras — 1988
- Circulação de Ouro em Pó e em Barras no Brasil — 1990

- Catálogo das Moedas Brasileiras
  - 1ª edição: 1960
  - 2ª edição: 1966
  - 3ª edição: 1981

- Série de Monografias Numismáticas: 1951 — 1968